# 席惟倫
席惟倫（英語：Riko Xi，1994年3月16日—），出生于美国洛杉矶，台湾女艺人、演员。

## 經歷
從平面雜誌，廣告模特兒出道。是多本雜誌的御用模特兒。首次戲劇演出為「惡作劇之吻」2016重拍版第二女主角。

## 影視作品

### 電視劇
| 年份   | 頻道                    | 劇名               | 角色   | 性質       |
| 2016年 | PPTV、Line TV、東森超視 | 《惡作劇之吻》     | 吳子裕 | 第二女主角 |
| 2018年 | 三立都會台 、台視       | 《高校英雄傳》     | 吳芳蒂 |            |
| 2020年 | 八大戲劇台 、台視       | 《因為我喜歡你》   | 吳倩妮 |            |
| 2020年 | 三立都會台              | 《未來媽媽》       | 嚴正芹 |            |
| 2025年 | 華視、公視台語台        | 《拜六禮拜》       | Rena   |            |
| 待播   | 網路劇                  | 《翻轉世界守護你》 |        |            |
| 拍攝中 | 東森戲劇台              | 《二十元紅茶店》   | 白立欣 | 第二女主角 |

### 電影
| 年份 | 電影名稱            | 角色   | 性質 |
|      | 《手機見鬼》        | 孫凱麗 |      |
| 2023 | 《禁忌－化劫》      |        |      |
| 2024 | 《我想和你在一起》  | 周芸菲 |      |
| 2024 | 《女鬼橋2：怨鬼樓》 |        |      |

### 短片
- 2018 關於遺忘-迷途 《張群導演》飾 羿凡

### 廣告/代言
- 2017 聯全光學眼鏡[1]
- 我的美麗日記
- 7-ELEVEN櫻桃小丸子X Hello kitty集點送
- Samsung 手機
- Yamaha CUXI機車
- Line@網路短片
- 逸萱秀
- 麥當勞 2014韓式醬烤珍牛堡廣告女主角
- 肯德基
- 肯德基-網路短片
- 黑松沙士
- 全家便利商店
- 大陸-必勝客
- 香港-肯德基
- 健康廚房
- 華元波的多鹽之花洋芋片
- 植物優格
- 比菲多

### 音樂錄影帶
- 2014 潘瑋柏〈Mr. Right〉
- 2015 孫子涵〈不該再是舊的〉
- 2017 光良〈不缺〉
- 2018 孫子涵〈獎狀〉
- 2018 陳曉東〈女人都差不多〉
- 2018 趙泳鑫〈稀客〉
- 2019 薛之謙〈肆無忌憚〉
- 2019 魏嘉瑩〈剛剛好的眼淚〉
- 2019 蘇慧倫〈為你變成他〉
- 2019 蔡旻佑〈獨佔〉
- 2020 楊宇騰〈Follow〉
- 2023 徐暐翔〈此生最美的錯〉
- 2024 李榮浩〈海陸風〉

## 平面書籍

### 電視刊物
- 《惡作劇之吻Miss In Kiss 寫真書》

## 外部連結
- 席惟倫的Facebook專頁
- 席惟倫的Instagram帳戶
- 席惟倫的新浪微博